# Wawrzynkowce
Wawrzynkowce (Thymelaeales Willk. 1854) – rząd krzewów należący do klasy Rosopsida wyróżniany w starszych systemach preferujących podział na wiele drobnych rodzin i rzędów (np. system Reveala i Takhtajana). W Polsce występują dwa gatunki należące do tego rzędu: wawrzynek wilczełyko i wawrzynek główkowy. Oba objęte są ścisłą ochroną gatunkową.

## Charakterystyka
LiścieBez przylistków.
KwiatyObupłciowe o symetrii promienistej. Zalążnia 1-2 komorowa.
OwoceNiełupki.

## Systematyka
- Rodzina Gonystylaceae Gilg in Engl. & Prantl
- Rodzina Thymelaeaceae Juss. - wawrzynkowate